# Chaînon Pierre Ier
Le chaînon Pierre Ier est un massif montagneux situé au Tadjikistan, dans le Pamir. Il culmine à 6 785 mètres d'altitude au pic Moscou.